# Leucospermum pedunculatum
Leucospermum pedunculatum är en tvåhjärtbladig växtart som beskrevs av Johann Friedrich Klotzsch och Johan Carl Krauss. Leucospermum pedunculatum ingår i släktet Leucospermum och familjen Proteaceae. Inga underarter finns listade i Catalogue of Life.